# Uhlstädt-Kirchhasel
Uhlstädt-Kirchhasel – miejscowość i gmina w Niemczech, w kraju związkowym Turyngia, w powiecie Saalfeld-Rudolstadt.